# Ariadna masculina
Ariadna masculina är en spindelart som beskrevs av Lawrence 1928. Ariadna masculina ingår i släktet Ariadna och familjen sexögonspindlar.
Artens utbredningsområde är Namibia. Inga underarter finns listade i Catalogue of Life.